# Mokumse Meesters
Mokumse Meesters was een eenmalig schaaktoernooi dat werd gehouden tussen 5 februari en 18 april 2019 in Amsterdam. Deelnemers waren 10 sterke schakers. De Turkse schaker Demre Kerigan won het toernooi.

## Achtergrond
Op 14 december 2018 werd tijdens de halfjaarlijkse Euweborrel in het Max Euwe Centrum het toernooi bekendgemaakt.
Mokumse Meesters werd in het leven geroepen om jonge getalenteerde schakers de kans te geven een IM-norm te scoren. Omdat de FIDE-regels voorschrijven dat een meestertoernooi een minimaal aantal deelnemers moet hebben van een buitenlandse schaakfederatie, werden schakers gezocht die in of rondom Amsterdam wonen.
De internationale meesters Hing Ting Lai, Demre Kerigan en Albert Blees waren de hoofddeelnemers van het toernooi. De andere deelnemers konden bij goede prestaties een IM-norm scoren. Dat lukte Tobias Kabos.
De partijen werden gespeeld bij Café Batavia 1920 en op clubavonden van de Amsterdamse schaakverenigingen Caïssa, SV Amsterdam West, Zukertort, De Raadsheer, VAS en ENPS.
Mokumse Meesters werd slechts eenmalig georganiseerd. In Utrecht wordt nog wel de Utrechtse Meesters georganiseerd door dezelfde organisator.

## Uitslag en kruistabel
| #  | Naam                         | Elo  | Score | 1  | 2  | 3  | 4  | 5  | 6  | 7  | 8  | 9  | 10 | TPR  |
| -- | ---------------------------- | ---- | ----- | -- | -- | -- | -- | -- | -- | -- | -- | -- | -- | ---- |
| 1  | IM Kerigan Demre             | 2370 | 7½    | -- | ½  | 1  | 1  | 1  | 1  | 0  | 1  | 1  | 1  | 2557 |
| 2  | FM Tobias Kabos              | 2303 | 6½    | ½  | -- | ½  | ½  | 1  | 0  | 1  | 1  | 1  | 1  | 2458 |
| 3  | IM Hing Ting Lai             | 2463 | 6     | 0  | ½  | -- | ½  | 1  | ½  | 1  | 1  | ½  | 1  | 2399 |
|    | FM Barry Brink               | 2401 | 6     | 0  | ½  | ½  | -- | ½  | 1  | 1R | 1  | ½  | 1  | 2382 |
| 5  | FM Jasel Lopez               | 2388 | 5     | 0  | 0  | 0  | ½  | -- | 1  | 1  | ½  | 1  | 1  | 2325 |
| 6  | IM Albert Blees              | 2339 | 4     | 0  | 1  | ½  | 0  | 0  | -- | 1  | 1  | ½  | 1  | 2245 |
| 7  | Tjark Vos                    | 2228 | 3     | 1  | 0  | 0  | 0R | 0  | 1  | -- | 0  | 1  | 0  | 2200 |
| 8  | Tom Bottema                  | 2222 | 2½    | 0  | 0  | 0  | 0  | ½  | 0  | 1  | -- | 1  | 0  | 2135 |
|    | Khoi Pham                    | 2122 | 2½    | 0  | 0  | ½  | ½  | 0  | ½  | 0  | 0  | -- | 1  | 2146 |
| 10 | Francisco Hernandez Iglesias | 2092 | 2     | 0  | 0  | 0  | 0  | 0  | 0  | 1  | 1  | 0  | -- | 2095 |